# Хризея
Хризея или Хризея из Богдании (рум. Hrizea din Bogdănei), встречается в исторических записях и как Хризица — видный валашский боярин XVII века. Лидер повстанцев в самом знаменательном событии в истории Валахии — восстании сейменов и домобранцов. Восстание против правления Константин Щербан и его сторонников. 
Хризея — родственник Матвея Басараба, он один из высших придворных чиновников в его царствование, а также его преемник — Константин Щербан Басараб. Отец его Думитрашко родом из Богдании, а мать Александра — дочь Хрисеи, имя которой он носит (своего деда). Его дед по материнской линии носил титул — (д)ворник. Хризея — двоюродный брат Елены, жены Матвея Басараба.
Хризея женат на дочери боярина Драгушина (Драгомира), упоминаемой в летописях как Стана, которая является матерью трех сыновей Хризеи — Барбу, Стойки, Матея и его дочери Ильины. В памятниках Румынской православной церкви Хризея значится как «Ризея».
После того как повстанцы потерпели поражение в нескольких битвах, он скрылся к югу от Дуная на нынешних болгарских землях, после чего был взят в заложники трансильванским князем Дьёрдем II Ракоци. Благодаря шведскому разорению ему удалось бежать и вернуться в Валахию во главе новой группы сейменов. Согласно некоторым сообщениям, после того, как новые повстанцы потерпели поражение, Хризей и его свита были распяты. Колесование состоялось в Быстрицком монастыре. 